# Egidio da Vouzela
Egidio da Vouzela (Vouzela, 1184 o 1190 – Santarém, 14 maggio 1265) è stato un teologo domenicano portoghese.
Il suo culto come beato fu approvato da papa Benedetto XIV nel 1748.

## Biografia

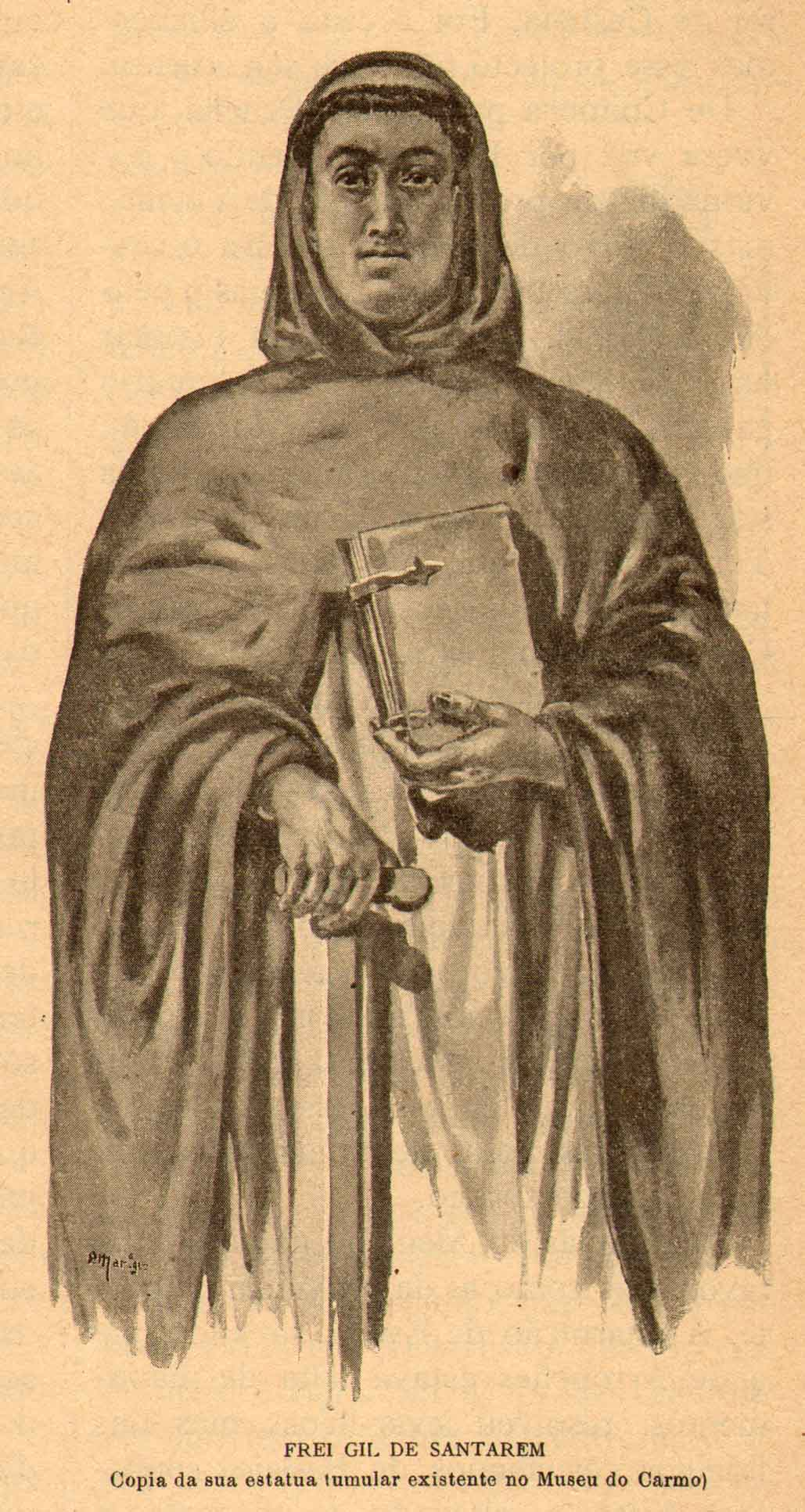
Il beato Egidio da Vouzela

Nato tra il 1184 e il 1190, apparteneva a una nobile famiglia portoghese: suo padre era consigliere e maggiordomo a corte e prefetto di Coimbra. Fu avviato giovanissimo alla carriera ecclesiastica e ottenne numerose prebende e benefici molto redditizi. Raggiunse una certa fama nell'esercizio della medicina.
Trascorse dissolutamente la prima gioventù: alcuni biografi si spingono a riferire che si dedicò anche alla negromanzia, abiurò il cristianesimo e firmò con il sangue un patto con il diavolo.
Convertitosi, si spogliò di tutti i beni e abbracciò la vita religiosa tra i domenicani di Palencia o, secondo altri biografi, nel convento di San Giacomo a Parigi, dove sicuramente studiò teologia e filosofia e dove entrò in contatto con Giordano di Sassonia.
Tornò in Portogallo nel 1229 e nel 1233 fu eletto ministro provinciale per la Spagna. Oltre che di dottrina, si acquistò grande fama di santità.
Morì in tarda età nel giorno dell'Ascensione del 1265.

## Il culto
Le sue virtù furono celebrate anche da Umberto di Romans. La tradizione riferisce che dopo la sua morte dal suo sepolcro promanasse un odore straordinario e che al contatto con il suo cilicio di ferro molti infermi fossero risanati.
La causa di beatificazione fu avviata nel 1665; il suo culto fu approvato da papa Benedetto XIV il 9 maggio 1748.
Il suo elogio si legge nel martirologio romano al 14 maggio.